# CZN Burak
Бурак Оздемір (тур. Burak Özdemir, нар. 24 березня 1994 р.) на прізвисько CZN Burak — турецький кухар і ресторатор. Йому належить Hatay Medeniyetler Sofrasi (англ. Dining table of civilizations Hatay, нім. Esstisch der Zivilisationen Hatay, араб. مطعم المدينة) мережа ресторанів, яка складається з 4 філій, що розташовуються в районах Стамбулу: Таксим, Аксарай, Етілер та першого закордонного філіалу в Дубаї. «CZN», прізвисько Оздеміра, походить від частої неправильної вимови «Cinzano», назви текстильної крамниці його батька в Лалелі.
Його техніка підготовки та подання турецьких рецептів, як правило, дивлячись прямо в камеру з посмішкою, зробила його знаменитістю в Інтернеті.
Походить з провінції Хатай.